# Blood & Chocolate (album)
Blood & Chocolate  è l'undicesimo album discografico del cantautore inglese Elvis Costello pubblicato nel 1986.

## Descrizione
Il disco vede il ritorno alla produzione di Nick Lowe, collaboratore di Costello per i suoi primi cinque album. Inoltre, dopo un album prodotto senza la sua band di supporto, in questo disco ritornano anche i The Attractions, gruppo di sostegno di Costello dal 1977, dai quali poi il musicista prenderà una lunga pausa fino alla pubblicazione di Brutal Youth nel 1994.
L'album è stato registrato presso gli Olympic Studios di Londra nel periodo marzo-maggio 1986, anche se alcune tracce sono state registrate precedentemente a Los Angeles, ma sono state "ri-lavorate".
Così come nel suo precedente disco, anche qui Costello usa tre pseudonimi: uno è il suo nome vero ossia Declan MacManus, l'altro è Elvis Costello, mentre il terzo è qui Napoleon Dynamite.
I brani Tokyo Storm Warning, I Want You e Blue Chair sono stati pubblicati anche come singoli.

## Tracce
Tutte le canzoni sono scritte da Declan MacManus (Elvis Costello), salvo dove indicato.
1. Uncomplicated — 3:28
2. I Hope You're Happy Now — 3:07
3. Tokyo Storm Warning (MacManus, Cait O'Riordan) — 6:25
4. Home Is Anywhere You Hang Your Head — 5:07
5. I Want You — 6:45
6. Honey, Are You Straight or Are You Blind? — 2:09
7. Blue Chair — 3:42
8. Battered Old Bird — 5:51
9. Crimes of Paris — 4:20
10. Poor Napoleon — 3:23
11. Next Time Round — 3:28
12. Blue Swade Shoes - 3:45

## Formazione
- Elvis Costello – chitarra acustica, chitarra elettrica, voce, harmonium
- Steve Nieve - piano, organo, harmonium
- Bruce Thomas – basso, chitarra elettrica, sax
- Pete Thomas – batteria, sax

Collaboratori
- Nick Lowe - chitarra acustica
- Cait O'Riordan - voce in Crimes of Paris e Poor Napoleon
- Jimmy Cliff - voce in Seven Day Weekend